# 黄羊湾站
黄羊湾站是位于宁夏回族自治区中宁县余丁乡黄羊湾的一个铁路车站，邮政编码751203。车站建于1958年，有包兰铁路和太中银铁路经过该站，现办理客货运业务，车站及其上下行区间均为电气化区段。车站距离包头站646公里、太原南站712公里，隶属中国铁路兰州局集团，是四等站。